# Филатов, Валерий Николаевич (футболист)
Вале́рий Никола́евич Фила́тов (род. 18 ноября 1950, Ашхабад) — советский футболист и футбольный тренер, затем — российский футбольный функционер. Мастер спорта. Заслуженный тренер России.

## Биография
В качестве футболиста выступал за команды СКА Ростов-на-Дону, «Дружба» Майкоп, московские «Торпедо» и «Спартак».
В 1975 году сыграл два матча за олимпийскую сборную СССР.
По завершении карьеры футболиста работал тренером в московских клубах «Торпедо» и «Локомотив».
В 1991 году был главным тренером «Локомотива» во время отъезда Юрия Сёмина в Новую Зеландию.
С 1992 по 26 декабря 2006 года — президент «Локомотива» (Москва). За это время клуб впервые в своей истории выиграл чемпионат страны, четырежды завоевывал Кубок России, а также два раза доходил до полуфинала Кубка кубков.
2 марта 2019 года председатель совета директоров «Локомотива» Анатолий Мещеряков заявил о том, что Валерий Филатов с вероятностью в «99 процентов» станет советником генерального директора «Локомотива» Василия Кикнадзе.

## Титулы и достижения

### В качестве футболиста
- Чемпион СССР: 1976 (осень)
- Серебряный призёр чемпионата СССР: 1980

### В качестве помощника тренера
- Обладатель Кубка СССР: 1985/86
- Финалист Кубка СССР (2): 1982, 1989/90

### В качестве президента «Локомотива»
- Чемпион России (2): 2002, 2004
- Серебряный призёр чемпионата России (4): 1995, 1999, 2000, 2001
- Бронзовый призёр чемпионата России (4): 1994, 1999, 2005, 2006
- Обладатель Кубка России (4): 1995/96, 1996/97, 1999/2000, 2000/2001
- Обладатель Суперкубка России (2): 2003, 2005
- Победитель Кубка Содружества: 2005
- Участник полуфинала Кубка обладателей кубков УЕФА (2): 1997/98, 1998/99